# آرکسیون
آرکسیون ( یونانی باستان: Ἀρηξίων ) یک پیشگو (به یونانی μάντις، کسی که فالگیری می‌کند) بود. او تحت فرمان گزنفون با ده هزار در لشکرکشی پارسی که توسط گزنفون در اثرش، آناباسیس، ثبت شده، خدمت کرد.  او پس از اینکه سیلانوس از آمبراکیا ارتش را ترک کرد، پیشگوی اصلی در این لشکرکشی بود. او به عنوان یک پیشگو، از روش مشاهده احشاء حیوانات برای پیش‌بینی وقایع آینده استفاده می‌کرد. از او همچنین با نام آرکسیون آرکادیایی (Ἀρηξίων Ἀρκάς) یاد می‌شود که نشان می‌دهد او اهل آرکادیا، منطقه‌ای در مرکز پلوپونز، بوده است.
پیشگویان همیشه در گزارش‌های نبرد ذکر نمی‌شدند، اما همواره حضور داشتند. ارتش یونان پیشگویی را بسیار جدی می‌گرفت و تا زمانی که پیشگوها نشانه‌های مساعدی را آشکار نمی‌کردند، پیشروی نمی‌کرد. آنها در آثار هرودوت و گزنفون زمانی ظاهر می‌شوند که اعمالشان به طور غیرمعمولی قابل توجه به نظر می‌رسید. آرکسیون دو بار در آناباسیس ذکر شده است، اولین بار زمانی که ارتش در بندر کالپه در تراکیه آسیایی بود. پس از آنکه قربانی آرکسیون نشانه‌های خوبی نداد، ارتش یونان یک روز منتظر ماند. روز بعد، دو عمل هرکدام با سه قربانی توسط آرکسیون و دیگر پیشگوها انجام شد که باز هم نتایج مطلوبی نداشت. بعداً از آرکسیون در حال قربانی کردن قبل از نبرد با سپهرداد و راتینس از طرف فارناباز یاد شده است، که این بار با اولین قربانی خود نشانه‌های مساعدی به دست آورد.